# کارل ورنون
کارل ورنون (انگلیسی: Karl Vernon; ۱۹ ژوئن ۱۸۸۰ – ۱۱ ژوئیهٔ ۱۹۷۳) قایقران روئینگ اهل بریتانیا بود.